# Savane et prairies du Terraï et des Douars
Localisation
Les savane et prairies du Terraï et des Douars forment une écorégion terrestre définie par le Fonds mondial pour la nature (WWF), qui appartient au biome des prairies, savanes et brousses tropicales et subtropicales de l'écozone indomalaise. Elle se situe au pied du versant Sud de l'Himalaya et constitue une prolongation de la plaine du Gange appelée Terraï dans sa partie népalaise et Douars (en) à partir du Bengale. Les herbes qui la composent sont les plus hautes au monde et la densité en rhinocéros, en tigres et en ongulés y est la plus importante d'Asie. Ces particularités ont conduit à son inclusion dans la liste « Global 200 ».